# Amy Sedaris
Amy Louise Sedaris (Endicott (Broome County), 29 maart 1961) is een Amerikaanse actrice, scenarioschrijfster, stemactrice en komiek.

## Biografie
Sedaris werd geboren in Endicott (New York), een plaats in Broome County, als zus van auteur David en groeide op in Raleigh (North Carolina). Haar moeder is protestant en haar vader is Grieks-orthodox, zij is vooral Grieks-orthodox opgevoed. Samen met haar broer David heeft zij diverse toneelstukken geschreven voor lokale theaters.

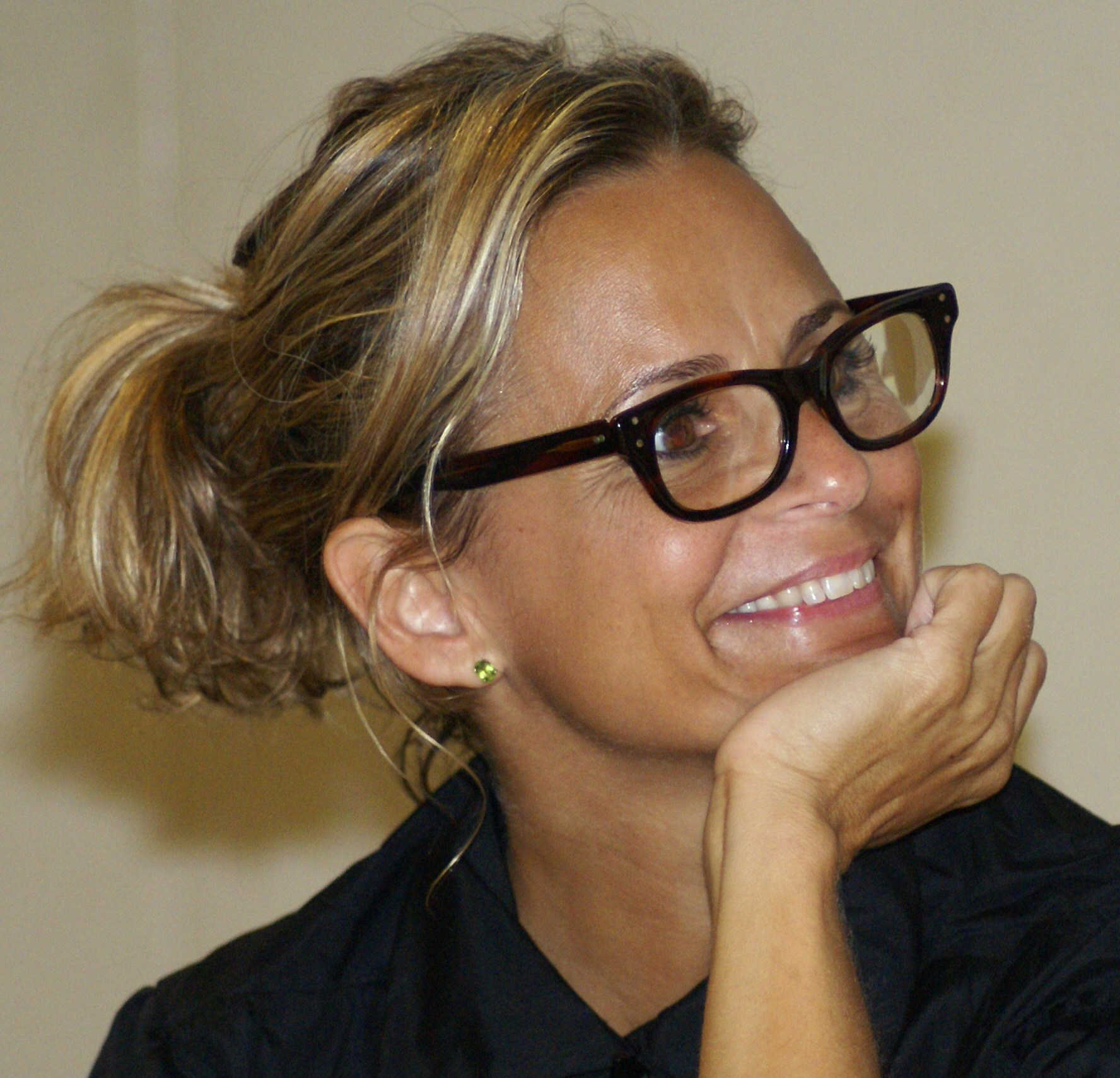
Amy Sedaris in 2007

## Filmografie
Selectie:
- 2025: Smurfs - als Jaunty (stem)
- 2021: The Boss Baby: Family Business - als Tina (stem)
- 2019: The Lion King - als Guinea Fowl (stem)
- 2016: Ma vie de Courgette - als tante Ida (stem Engelse versie)
- 2014: Chef – als Jen
- 2011: Puss in Boots – als Jill (stem)
- 2009: Old Dogs – als Condo Woman
- 2009: Jennifer's Body – als moeder van Needy
- 2009: Dance Flick – als ms. Cameltoé
- 2007: Shrek the Third – als Cinderella (stem)
- 2007: Snow Angels – als Barb Petite
- 2005: Chicken Little – als Foxy Loxy (stem)
- 2005: Stay – als Toni
- 2005: Bewitched – als Gladys Kravitz
- 2003: Elf – als Deb
- 2003: School of Rock – als mrs. Haynish
- 2002: Maid in Manhattan – als Rachel Hoffberg
- 1998: Six Days Seven Nights – als secretaresse van Robin

## Televisieseries
Uitgezonderd eenmalige gastrollen.
- 2019-2023: The Mandalorian - als Peli Motto - 4 afl.
- 2022: The Book of Boba Fett - als Peli Motto - 3 afl.
- 2017-2021: No Activity - als Janice - 25 afl.
- 2020-2021: DuckTales - als Pepper (stem) - 3 afl.
- 2017-2020: At Home with Amy Sedaris - als diverse karakters - 30 afl.
- 2020: F Is for Family - als Samantha (stem) - 5 afl.
- 2014-2020: BoJack Horseman – als prinses Carolyn (stem) - 77 afl.
- 2019: You're Not a Monster - als Medusa - 2 afl.
- 2016-2019: Star vs. the Forces of Evil - als Mina Loveberry / Lydia (stemmen) - 10 afl.
- 2015-2019: Unbreakable Kimmy Schmidt - als Mimi Kanasis - 13 afl.
- 2015-2017: Difficult People - als Rita - 3 afl.
- 2016: Thanksgiving - als Kathy Morgan - 8 afl.
- 2015: Kevin from Work - als Julia - 4 afl.
- 2014: Seriously Distracted - als JD - 3 afl.
- 2013-2014: Alpha House – als Louise Laffer - 14 afl.
- 2013-2014: Monsters vs. Aliens – als dr. Cutter (stem) - 2 afl.
- 2011-2014: Raising Hope – als Delilah – 3 afl.
- 2013-2014: The Heart, She Holler – als Hurshe - 22 afl.
- 2011-2012: The Good Wife – als Stacie Hall – 3 afl.
- 2010-2012: WorldGirl – als ?? – 3 afl.
- 2011: Hot in Cleveland – als Heather Shaw – 2 afl.
- 2009: The Closer – als Claire Howard – 2 afl.
- 2004: Ed – als Kate McCormick – 2 afl.
- 2002-2003: Monk – als Gail Fleming – 2 afl.
- 2002-2003: Sex and the City – als Courtney Masterson – 4 afl.
- 2001: Just Shoot Me! – als Betsy Frayne – 2 afl.
- 2001: Fling – als de receptioniste – 2 afl.
- 1999-2000: Strangers with Candy – als Jerri Blank – 30 afl.
- 1995-1996: Exit 57 – als diverse karakters – 12 afl.

### Scenarioschrijfster
- 2017-2019: At Home with Amy Sedaris - televisieserie - 23 afl.
- 2005: Strangers with Candy – film
- 1999-2000: Stangers with Candy – televisieserie – 31 afl.
- 1999: Strangers with Candy: Retardation, a Celebration – korte film
- 1995-1996: Exit 57 – televisieserie – 12 afl.

- Gemeinsame Normdatei: 1160895546
- International Standard Name Identifier: 0000 0001 1668 1558
- Library of Congress Control Number: no97070360
- MusicBrainz: 4e21206f-8338-4733-a81b-8b51c4adb6c2
- Nationale Bibliotheek van Israël: 987007376807105171
- Nationale Bibliotheek van Polen: a0000002200919
- Système universitaire de documentation: 189908394
- Virtual International Authority File: 71000854
- WorldCat: E39PBJhGWrJCPTm7twM4x9Btrq